# Шале, Анри де Талейран-Перигор
Анри де Талейран-Перигор, граф де Шале (1599—1626) — придворный Гастона, герцога Орлеанского, брата короля Людовика XIII, участник заговора против кардинала де Ришельё.

## Биография
Приходился дальним родственником д'Артаньяну, а также был внуком маршала де Монлюка. С раннего возраста служил во французской армии. Попал ко двору Гастона Орлеанского, затем женился на Шарлотте де Куртилль.
Согласно мемуарам г-жи де Моттвиль, граф де Шале был влюблён в герцогиню де Шеврёз, которая решила сделать из Анри оружие для готовившегося заговора против кардинала Ришельё. По свидетельству де Моттвиль, герцогиня делала все, чтобы вызвать ревность графа, рассказывая ему о том, что кардинал де Ришельё влюблен в неё и постоянно навязывает ей знаки своего внимания.
Однажды де Шеврёз сказала ему: «Вы говорите, граф, что любите меня, но ни разу не подумали доставить мне хоть какое-нибудь удовольствие». Удивлённый граф ответил ей: «Просите у меня, что вам будет угодно». Тогда герцогиня рассказала Шале о плане по свержению всесильного кардинала и последующем удалении с трона слабохарактерного Людовика XIII. Взволнованный граф тут же согласился.
Было решено, что это произойдет в летней резиденции Ришельё Флёри-ан-Бьер, в четырех километрах от Фонтенбло, во время визита туда брата короля Гастона.
По одной из версий, покушение было сорвано из-за самого де Шале: тот посвятил в заговор своего крёстного, господина де Валансэ, который и донёс обо всём кардиналу. Согласно другой версии, донос написал граф де Лувиньи, друг графа де Шале. По словам современников тех событий, они были «как братья», но потом между ними произошла ссора, и де Лувиньи послал кардиналу письменный донос, в котором не только сообщал о переписке де Шале от имени герцога Орлеанского с господами де Лавалеттом, де Суассоном и другими заговорщиками, но и утверждал, что де Шале обязался убить кардинала, а брат короля с друзьями должны были при этом стоять у дверей спальни для поддержки.
Заговор был раскрыт, и стало точно известно, что главная акция назначена на 11 мая 1626 года. Накануне граф де Шале в сопровождении группы единомышленников прибыл во Флёри-ан-Бьер, чтобы уведомить кардинала о скором приезде Гастона, а заодно изучить обстановку, в которой ему предстояло действовать. Граф и его единомышленники оказались озадачены, когда кардинал де Ришельё принял их в окружении весьма многочисленной охраны. Усиленные посты были расставлены по всему дому. Обескураженный де Шале и его люди покинули Флёри.
Не медля ни минуты, кардинал де Ришельё в сопровождении охранников отправился в Фонтенбло с визитом к Гастону, которого он застал в постели. Ришельё сразу же дал ему понять, что заговор потерпел полный крах. Затем кардинал произнес длинную назидательную речь о необходимости укрепления единства в королевском доме и об опасностях, которые подстерегают государство в случае раздоров среди членов королевской семьи. Потом он вдруг резко сменил тон, призвал Гастона образумиться и назвать имена заговорщиков. Перепуганный насмерть Гастон, не задумываясь, выдал всех участников заговора и безропотно подписал все бумаги, предложенные ему кардиналом де Ришельё.
Получив подробные сведения о заговоре, кардинал сообщил обо всем Людовику XIII. Одновременно с этим он подал королю прошение об отставке, сославшись на слабое здоровье. Хитроумный кардинал сознательно пошел на обострение ситуации, понимая, что в столь критический момент Людовик XIII как никогда будет нуждаться в нем. Ришельё же нужен был новый мандат с более широкими полномочиями. И он получил его. 9 июня 1626 года королевский курьер вручил кардиналу письмо, в котором, среди прочего, говорилось:

Я знаю все причины, по которым Вы хотите уйти на покой. Я желаю Вам быть здоровым даже больше, чем Вы сами этого хотите… Благодаря Господу все идет хорошо с тех пор, как Вы здесь. Я питаю к Вам полное доверие, и у меня никогда не было никого, кто служил бы мне на благо так, как это делаете Вы. Это побуждает меня просить Вас не уходить в отставку, ибо в этом случае дела мои пошли бы плохо… Не обращайте никакого внимания на то, что о Вас говорят. Я разоблачу любую клевету на Вас и заставлю любого считаться с Вами. Будьте уверены, я не изменю своего мнения. Кто бы ни выступил против Вас, вы можете рассчитывать на меня
8 июля 1626 года граф де Шале был арестован, и над ним начался длинный судебный процесс.

## Казнь
Мать графа де Шале неоднократно просила короля о смягчении участи для сына. В конце концов, Людовик уступил настояниям несчастной, заменив казнь через расчленение на обезглавливание.
Казнь Шале была назначена на 19 августа 1626 года.
Друзья графа попытались спасти Шале, устранив палача, однако только увеличили мучения соратнику. Не желая отменять казнь, Ришельё предложил одному осужденному висельнику жизнь в обмен на то, что он обезглавит графа де Шале. Преступник тотчас согласился.
Не умея обращаться с предназначенным для обезглавливания мечом, новоявленный палач смог отрубить голову Шале только с 29-го раза.

## Последствия
Страшный пример Шале не остановил попыток свергнуть кардинала, которых стало ещё больше. Герцогиня де Шеврёз была приговорена к ссылке в Пуату и уехала в Лотарингию, Анна Австрийская потеряла и без того шаткие хорошие отношения с супругом.
Только Гастон не был наказан. Наоборот, владения принца увеличились.

## В литературе
- «Битва за Францию», И. Даневская — в романе описывается заговор Шале
- «Гостиница тринадцати повешенных», Анри де Кок — события разворачиваются вокруг заговора Шале